# Нова Праця (Кам'янський район)
Нова́ Пра́ця — село в Україні, у Божедарівській селищній громаді Кам'янського району Дніпропетровської області.
Населення — 63 мешканця.

## Населення

### Мова
Розподіл населення за рідною мовою за даними перепису 2001 року:
| Мова            | Відсоток |
| --------------- | -------- |
| українська      | 84,13%   |
| російська       | 7,94%    |
| інші/не вказали | 7,93%    |

## Географія
Село Нова Праця знаходиться на відстані 0,5 км від села Зоря, за 1 км від села Трудове. Поруч проходять автомобільна дорога Т 0432 і залізниця, станція Божедарівка за 5 км.